# Flugunfall der GP Express Airlines 1993
Ein Flugunfall der GP Express Airlines ereignete sich am 28. April 1993 bei Shelton im amerikanischen Bundesstaat Nebraska. Dabei stürzte eine Beechcraft C99 der Regionalfluggesellschaft GP Express Airlines während eines Testfluges zu Boden, wobei die beiden an Bord anwesenden Piloten starben. Die Unfalluntersuchung führte den Unfall auf ein disziplinloses und grob fahrlässiges Handeln der Besatzung zurück.

## Flugzeug
Bei der betroffenen Maschine handelte es sich um eine Beechcraft C99. Die Maschine wurde im Jahr 1986 endmontiert und trug die Werksnummer U-228. Sie wurde im April 1986 mit dem Luftfahrzeugkennzeichen CP-2106 fabrikneu an die peruanische Fluggesellschaft Linea Aerea Oriental ausgeliefert. Im März 1989 kaufte die US-amerikanische World Jet das Flugzeug und nahm es mit der Registrierung N29WJ in Betrieb. Am 26. Juni 1990 erwarb die US-amerikanische Fluggesellschaft GP Express Airlines aus Nebraska die Maschine und ließ sie mit dem Kennzeichen N115GP zu. Das zweimotorige Regionalverkehrsflugzeug, das aufgrund einer nicht vorhandenen Druckkabine für Flüge in vergleichsweise geringen Flughöhen ausgelegt war, war mit zwei Turboprop-Triebwerken des Typs Pratt & Whitney Canada PT6A-36 ausgestattet. Die kumulierte Betriebsleistung der Maschine bis zum Unfall belief sich auf 6962 Betriebsstunden.

## Flugzweck
Mit der Maschine wurde an dem Tag ein Testflug durchgeführt. Der Zweck des Fluges war eine gesetzlich vorgeschriebene, alle 6 Monate stattfindende, turnusmäßige Überprüfung der Flugfertigkeiten des Kapitäns der Maschine. Aus diesem Grund befand sich neben ihm ein Prüfkapitän im rechten Pilotensitz.

## Besatzungsmitglieder
An Bord der Maschine befanden sich zum Zeitpunkt des Unfalls zwei Piloten, die beide als Prüfkapitäne zertifiziert waren und über Musterberechtigungen für alle drei Flugzeugtypen verfügten, aus denen sich die Flotte der GP Express Airlines zusammensetzte:
- Der 29-jährige Kapitän der Maschine, der am Steuer saß, war seit dem 20. September 1989 bei der GP Express Airlines angestellt. Bis zu diesem Zeitpunkt hatte er seinem Lebenslauf zufolge 1666 Stunden Flugerfahrung erworben. Neben der Beechcraft C-99 war er auch für Maschinen der Typen Cessna 402 und Beechcraft 1900 zertifiziert. Der Kapitän flog zunächst in der Position des Ersten Offiziers Maschinen vom Typ Cessna 402, ab dem 30. Januar 1990 in derselben Position in der Beechcraft C99. Ab dem 5. Mai 1990 wurde er zum Kapitän der Cessna 402 befördert und ab dem 4. Oktober 1990 zum Kapitän der C99. Am 16. Januar 1991 wurde er zum Prüfkapitän ernannt. Er verfügte über 5611 Stunden Flugerfahrung, wovon er 2200 in der Beechcraft C99 absolviert hatte.

- Der 28-jährige Prüfkapitän im rechten Pilotensitz war am 28. Mai 1990 durch die GP Express Airlines eingestellt worden und verfügte zu diesem Zeitpunkt über 1002 Stunden Flugerfahrung. Genau wie sein Kollege war er neben der Beechcraft C99 auch für Maschinen der Typen Cessna 402 und Beechcraft 1900 zertifiziert. Er wurde zunächst als Erster Offizier in der Cessna 402 eingesetzt und flog ab dem 24. September in derselben Funktion in der Beechcraft C99. Am 3. Januar 1991 wurde er Kapitän der Cessna 402, am  20. Juni 1991 und dem 24. November 1992 wurde er für die gleiche Position an Bord der Beechcraft C99 und Beechcraft 1900 zertifiziert. Zum Prüfkapitän an Bord der Beechcraft C-99 qualifizierte er sich am 21. September 1992. Zum Zeitpunkt des Unfalls verfügte der Pilot not flying über 3941 Stunden Flugerfahrung, davon 1760 im Cockpit der Beechcraft C99.

Die beiden Piloten waren miteinander befreundet und organisierten regelmäßig gemeinsame Feste mit ihren Familien.

## Unfallhergang
Die Maschine hob nach Geschäftsschluss um 23:43 Uhr Ortszeit vom Central Nebraska Regional Airport in Grand Island (Nebraska) ab, wo sich auch der Firmensitz des Unternehmens befand. Nach nur sieben Minuten in der Luft schlug das Flugzeug mit einer hohen Aufprallgeschwindigkeit auf einem Feld sechs Meilen (ca. 10 Kilometer) östlich von Shelton, Nebraska auf. Der Anstellwinkel der Maschine betrug beim Aufprall rund 0 Grad, während das Flugzeug einen geringfügigen linkswärtigen Rollwinkel hatte. Die Wrackteile verteilten sich auf einer Länge von 1560 Fuß (ca. 475,5 Meter).

## Unfalluntersuchung
Die Unfalluntersuchung wurde durch das National Transportation Safety Board (NTSB) durchgeführt. Die verunglückte Maschine war nicht mit einem Flugdatenschreiber ausgerüstet, ein solcher war auch nicht vorgeschrieben. Es befand sich jedoch ein Cockpit Voice Recorder an Bord, auf dem die Gespräche zwischen den beiden Piloten mit einer Gesamtdauer von 32 Minuten erfasst waren. Die Qualität der Aufnahmen war gut, die Aufnahmen umfassten den Unfallflug sowie einen Repositionierungsflug, den dieselbe Besatzung mit derselben Maschine unternommen hatte.
Beim Abhören der Aufnahmen des Stimmenrekorders hörten die Ermittler, wie sich die Piloten über Kunstflugmanöver unterhielten. Beide sprachen sehr aufgeschlossen über Fassrollen und stellten fest, dass sie beide ein solches Manöver noch nicht geflogen waren. Der Pilot Flying beschrieb, wie man eine Fassrolle fliegt, als die Aufnahme plötzlich abbrach.
Die Ermittler gingen der These nach, dass der Pilot Flying vor dem Aufschlag versuchte, mit dem Flugzeug eine Fassrolle zu fliegen. Die Verteilung der Wrackteile und die daraus berechneten Aufprallcharakteristika stützten diese Annahme. Letztlich konnte festgestellt werden, dass die Maschine in den Boden geflogen worden war, weil das Manöver in einer Höhe durchgeführt wurde, die zu gering war, um das Flugzeug wieder abzufangen.
Nachdem festgestellt werden konnte, wie sich der Unfall ereignet hatte, wurde versucht, die Beweggründe der Piloten zu ermitteln, ein so riskantes Flugmanöver zu fliegen.
Die toxikologischen Untersuchungen ergaben keinerlei Hinweise auf Alkohol- oder Drogeneinfluss der beiden Piloten. Auch die Überprüfung ihrer sozialen Hintergründe förderte keine sachdienlichen Hinweise zutage. Beide Piloten waren glücklich verheiratet, der ältere war Vater zweier Söhne im Alter von 4 und 9 Jahren, der jüngere hatte einen 4 Monate alten Sohn.
Bei den Zeugenbefragungen war bis auf eine Ausnahme niemandem bekannt, dass der Kapitän der Maschine jemals Kunstflugmanöver mit einem Verkehrsflugzeug geflogen war. Weder seiner Frau, noch anderen Familienmitgliedern oder Freunden hatte er jemals davon erzählt. Ein Erster Offizier der GP Express Airlines sagte jedoch aus, dass er zu einem Zeitpunkt, als er sich selbst noch in der Ausbildung befunden hatte und noch nicht durch die Fluggesellschaft eingestellt war, beobachtet hätte, wie der Kapitän zwei Wing-Over-Manöver und einen Turn geflogen sei. Der Erste Offizier war der Meinung, der Kapitän sei damals diese Manöver geflogen, um ihn zu erschrecken.
Die Ermittler beanstandeten auch die Sicherheitspolitik der Fluggesellschaft und insbesondere auch die Umsetzung von Maßnahmen zur Verbesserung des Sicherheitsniveaus. Es handelte sich bereits um den dritten tödlichen Flugunfall der 1986 gegründeten GP Express Airlines:
- Am 22. Dezember 1987 wurde eine Cessna 402 (N105GP) im Landeanflug bei Chadron, Nebraska ins Gelände geflogen. Dabei wurden zwei von drei Insassen an Bord getötet. Als Unfallursachen ergab die Unfalluntersuchung Verstöße gegen Vorschriften für den Instrumentenflug sowie das Unvermögen des Kapitäns, die Flughöhe während eines NDB-Anfluges zu halten.[1]
- Am 8. Juni 1992 starben 3 von 6 Insassen einer Beechcraft C-99 (N118GP), als die Maschine bei Anniston, Alabama ins Gelände geflogen wurde. Die Ermittler führten den Unfall auf den Einsatz einer schlecht ausgebildeten und unerfahrenen Besatzung zurück, die vor der Kollision ein mangelndes Situationsbewusstsein hatte und sich hinsichtlich der Geländebeschaffung irrte.[2]

Der Abschlussbericht wurde vom NTSB am 19. Januar 1994 veröffentlicht. Als Unfallursache gaben die Ermittler den vorsätzlichen Verstoß beider Piloten sowohl gegen staatliche Bestimmungen zur Flugsicherheit als auch gegen Betriebsvorschriften der GP Express Airlines an. Mit ihrer Entscheidung, ein Kunstflugmanöver während eines vorgeschriebenen Prüfflugs durchzuführen, hätten beide Piloten zudem den Sinn für ein umsichtiges, sicherheitsbewusstes Flugverhalten vermissen lassen. Der Fluggesellschaft sei zudem nicht gelungen, ihren Piloten ein professionelles und den Sicherheitsstandards einer Passagierfluggesellschaft entsprechendes Verhalten beizubringen.